# Tomasz Kuszczak
Tomasz Mirosław Kuszczak, född 20 mars 1982, är en polsk före detta fotbollsmålvakt.
Under sin tid i West Bromwich Albion, där han spelade 2004–2007, blev han känd som "The Pole in the Goal" – en ordlek som syftar på engelskans pole/Pole med betydelsen stolpe respektive polack, det vill säga "Stolpen/polacken i målet" – tack vare sina fina prestationer mot storlag som till exempel Manchester United.
Säsongen 2005/2006 stod Kuszczak för årets räddning då han på övertid räddade ett skott mot tomt mål från nära håll i West Broms 1–0-vinst mot Wigan Athletic.
Under sin första Premier League-match med Manchester United mot Arsenal FC fällde han en motståndare i eget straffområde vilket orsakade straff. Han reparerade sedan skadan genom att rädda samma straff men laget förlorade ändå matchen till slut.